# Desa Nusasari
Desa Nusasari är en administrativ by i Indonesien.   Den ligger i provinsen Provinsi Bali, i den sydvästra delen av landet, 900 km öster om huvudstaden Jakarta. Desa Nusasari ligger på ön Bali.